# Hegemone (měsíc)
Hegemone (IPA: /hɨdʒɛməni/ hə-JEM-ə-nee, řecky Ἡγεμόνη) nebo též Jupiter XXXIX, je přirozený satelit Jupiteru. Byl objeven v roce 2003 skupinou astronomů z Havajské univerzity vedených Scottem S. Sheppardem a dostal prozatímní označení S/2003 J 8 platné do března 2005, kdy byl definitivně pojmenován.
Hegemone má v průměru asi ~3 km, jeho průměrná vzdálenost od Jupitera činí 23,7 Mm, oběžná doba je 745,5 dnů, s inklinací 153° k ekliptice (151° k Jupiterovu rovníku) a excentricitou 0,4077. Hegemone patří do rodiny měsíců Pasiphae.